# 德國同性婚姻
德國同性婚姻的相關制度，起於2001年8月1日允許同性伴侶可以成為已登記的生活伴侶關係（Eingetragene Lebenspartnerschaft），並且賦予他們除了共同收養和租稅優惠以外的絕大多數基於（異性）婚姻關係而享有之權利。然而，2009年10月22日，德國聯邦憲法法院判決表示，所有基於（異性）婚姻關係而享有的權利與義務，都應該延伸適用於（同性）已登記的生活伴侶關係法之上。
2017年6月30日，德國聯邦議院以393票同意、226票反對、4票棄權通過同性婚姻法案，讓之前民事伴侶制度裡，同性伴侶無法享有領養小孩的問題，透過結婚來獲得解決。德国联邦参议院在2017年7月7日通过了该法案。德国联邦总统弗兰克-瓦尔特·施泰因迈尔在2017年7月20日签署了该法案，法律在同年10月1日生效。

## 歷史

### 民事結合
2001年，德國通過了生活伴侶關係法（Gesetz über die Eingetragene Lebenspartnerschaft），藉此在同性婚姻的支持者與基督教團體（也因為德國聯邦憲法明文對婚姻及傳統家庭的保護，當時被解釋為只容許一男一女的結合）間取得妥協，並透過本法賦予已登記的生活伴侶關係許多基於（異性）婚姻關係而享有的權利。這部法律是由德國綠黨的伏爾克·貝克所起草，並且在綠黨與社會民主黨合組聯合政府的時期通過。
2002年7月17日，德國聯邦憲法法院對於這部法案表示支持 。法院首先一致性的認定，通過生活伴侶關係法（Gesetz über die Eingetragene Lebenspartnerschaft）的程序係屬合憲。之後，在由八位法官所做成的判決（有三位法官有不同意見）中進一步表示，該法之內容符合德國基本法，並且表示，這種伴侶關係可以被賦予和婚姻關係平等的權利。
2004年10月12日，德國聯邦議院通過了「生活伴侶關係法（修正）法案」（Gesetz zur Überarbeitung des Lebenspartnerschaftsrechts），賦予生活伴侶關係更多的權利，增加了包含收養繼子（女）以及贍養費和離婚（分離關係）的規定。但是關於租稅的權益仍然與婚姻關係有所不同。而直到2004年10月為止，已經有5,000對同性伴侶登記成為生活伴侶關係，到了2007年，這個數量更是增加到15,000對，而其中的三分之二是男性結合。
2008年7月，德國聯邦憲法法院判決表示，一個已經變性成女性，但已經和女人結婚長達50年以上的變性人，可以繼續維持他和太太的婚姻關係，同時也能將其法律上的性別更改為女性。該院判決給予立法機關一年的時間對於相關法律作出修正。
2009年10月22日，德國聯邦憲法法院再次對此議題作成判決，該案中，有一名雇主因為認為其職員並未成立「婚姻關係」而是成立「生活伴侶關係」，因此給予其較低的退休金
 。法院判決認為，法律上賦予生活伴侶關係和婚姻關係具有平等的權利，不僅是退休金的給付，包含所有基於婚姻關係所享有的權利與義務都應該要平等的賦予生活伴侶關係。
2009年10月25日，由基督教民主聯盟和自由民主黨所組成的聯合政府頒布了新的政府計畫。其中規定將移除所有存在於（同性）生活伴侶關係以及（異性）婚姻關係之間的不平等。基本上，2009年10月22日憲法法院所作出的判決內容將被制定到法律中。不過，政府並沒有提到關於收養的權利。
2010年8月17日，聯邦憲法法院判決表示，生活伴侶關係中的生存伴侶所應該支付的遺產稅應該和異性婚姻的生存配偶所應支付的遺產稅相同。在此之前，異性婚姻的生存配偶所應該支付的遺產稅為所得遺產的7%到30%，但是同性生活伴侶關係的生存伴侶所應該支付的遺產稅卻高達所得遺產的17%到50%。

### 同性婚姻
基民盟（CDU）／基社盟（CSU）聯盟黨（CDU/CSU）在2017年前，通過在聯邦議院有相當部分的席次，阻擋相關的立法。相較之下，社民黨、綠黨和左派黨則被公認對於同性婚姻的立法較為支持。綠黨甚至在2009年6月時提出了關於同性婚姻的立法草案，但根據基民盟及社民黨的聯合政府協議，聯合政府不會就相關議題進行立法。
2010年3月，柏林州議會宣布他們將在德國聯邦參議院推動同性婚姻法案。根據該州議會的說法，這部法律將會符合聯邦憲法法院的要求，同性伴侶將會獲得和異性伴侶相同的待遇。
2011年6月，隨著基民黨在地方選舉的失利，漢堡州議會也宣布將在德國聯邦參議院推動同性婚姻法案，但參議院對法案並無影響力。
2017年，聯盟黨領袖、總理梅克爾同意容許就同性婚姻進行自由投票，6月30日，德國聯邦議院以393票同意、226票反對、4票棄權通過同性婚姻法案，全體社民黨、綠黨、左派黨及75名聯盟黨議員投下贊成票，而226名聯盟黨議員（包括梅克爾）投下了反對票。這讓之前民事伴侶制度裡，同性伴侶無法以伴侶身份享有領養小孩權利的問題，透過結婚來獲得解決。

## 公眾意見
在2006年12月，一份由 Angus-Reid Global Monitor在歐盟所有會員國中，就公眾對於該國經濟、政治和社會議題的態度所作出的民調顯示，德國民眾有52%的人支持同性婚姻關係，在歐盟中排名第7，僅次於荷蘭（82%）、瑞典（71%）、丹麥（69%）、比利時（62%）、盧森堡（58%）和西班牙（56%），而這個比例高於歐盟的平均值44%。

## 參照
1. 1 2  （德文） Verfassungsgericht zu Homo-Ehe - Ehe, Partner, Kinder （页面存档备份，存于）
2. ↑  . 民報. 2017年6月30日  [2017年7月1日]. （原始内容存档于2017年7月3日） （中文（臺灣））.
3. ↑  . Deutsche Welle. 2017-07-21  [2017-09-02]. （原始内容存档于2017-07-21） （英语）.
4. ↑  . The Local. 2017-07-21  [2017-09-02]. （原始内容存档于2017-07-21） （英语）.
5. ↑  （德文） Leitsätze zum Urteil des Ersten Senats vom 17. Juli 2002 的存檔，存档日期2007-09-28.
6. ↑  （德文） 68 000 gleichgeschlechtliche Lebensgemeinschaften in Deutschland （页面存档备份，存于）
7. ↑  .   [2011-07-07]. （原始内容存档于2008-09-22）.
8. ↑  . Thelocal.de. 2009-10-25  [2010-12-13]. （原始内容存档于2013-09-27）.
9. ↑  （德文） Die FDP hat ihre Wahlversprechungen gehalten! 的存檔，存档日期2009-10-28.
10. ↑  . The Canadian Press. Associated Press. 2010-08-17  [2010-08-17]. （原始内容存档于2010-08-20）.
11. ↑  （德文） Entwurf eines Gesetzes zur Einführung des Rechts auf Eheschließung für Personen gleichen Geschlechts （页面存档备份，存于）
12. ↑  （德文） Berliner Senat für Öffnung der Ehe （页面存档备份，存于）
13. ↑  . Angus-reid.com.   [2010-12-13]. （原始内容存档于2008-09-05）.